# Damernas slopestyle i snowboard vid olympiska vinterspelen 2018
Damernas slopestyle i snowboard vid olympiska vinterspelen 2018 i Pyeongchang hölls den 12 februari 2018 på anläggningen Bokwang Phoenix Park. Tävlingens kval skulle ursprungligen ha hållits den 11 februari men ställdes in på grund av hårda vindar och alla deltagare gick direkt till final. Blåsten hade också stor påverkan på finalen där endast fem av 25 åkare tog sig igenom första åket utan att falla, andra åket klarade sig endast fyra åkare.

## Medaljörer
| Gren       | Guld               | Silver               | Brons                  |
| Slopestyle | Jamie Anderson USA | Laurie Blouin Kanada | Enni Rukajärvi Finland |

## Resultat
Finalen blev försenad och inleddes den 12 februari klockan 10:33 lokal tid.
| Pl. | Nr | Namn                 | Nation                            | Åk 1  | Åk 2  | Bästa |
| --- | -- | -------------------- | --------------------------------- | ----- | ----- | ----- |
| 1   | 26 | Jamie Anderson       | USA                               | 83,00 | 34,56 | 83,00 |
| 2   | 20 | Laurie Blouin        | Kanada                            | 49,16 | 76,33 | 76,33 |
| 3   | 22 | Enni Rukajärvi       | Finland                           | 45,85 | 75,38 | 75,38 |
| 4   | 15 | Silje Norendal       | Norge                             | 73,91 | 47,66 | 73,91 |
| 5   | 9  | Jessika Jenson       | USA                               | 72,76 | 41,11 | 72,76 |
| 6   | 19 | Hailey Langland      | USA                               | 41,26 | 71,80 | 71,80 |
| 7   | 11 | Sina Candrian        | Schweiz                           | 66,35 | 39,80 | 66,35 |
| 8   | 8  | Sofija Fjodorova     | Olympiska idrottare från Ryssland | 27,53 | 65,73 | 65,73 |
| 9   | 13 | Yuka Fujimori        | Japan                             | 63,73 | 48,51 | 63,73 |
| 10  | 10 | Elena Könz           | Schweiz                           | 17,28 | 59,00 | 59,00 |
| 11  | 25 | Julia Marino         | USA                               | 55,85 | 41,05 | 55,85 |
| 12  | 5  | Asami Hirono         | Japan                             | 49,80 | 27,26 | 49,80 |
| 13  | 21 | Zoi Sadowski-Synnott | Nya Zeeland                       | 26,70 | 48,38 | 48,38 |
| 14  | 16 | Reira Iwabuchi       | Japan                             | 48,33 | 31,06 | 48,33 |
| 15  | 24 | Anna Gasser          | Österrike                         | 42,05 | 46,56 | 46,56 |
| 16  | 1  | Šárka Pančochová     | Tjeckien                          | 43,46 | 39,18 | 43,46 |
| 17  | 14 | Aimee Fuller         | Storbritannien                    | 34,63 | 41,43 | 41,43 |
| 18  | 12 | Isabel Derungs       | Schweiz                           | 39,66 | 31,98 | 39,66 |
| 19  | 18 | Miyabi Onitsuka      | Japan                             | 33,25 | 39,55 | 39,55 |
| 20  | 4  | Carla Somaini        | Schweiz                           | 36,71 | 23,08 | 36,71 |
| 21  | 17 | Brooke Voigt         | Kanada                            | 24,36 | 36,61 | 36,61 |
| 22  | 23 | Spencer O'Brien      | Kanada                            | 26,43 | 36,45 | 36,45 |
| 23  | 7  | Cheryl Maas          | Nederländerna                     | 31,71 | 35,30 | 35,30 |
| 24  | 3  | Klaudia Medlová      | Slovakien                         | 26,16 | 34,00 | 34,00 |
| 25  | 2  | Lucile Lefevre       | Frankrike                         | 28,35 | 17,31 | 28,35 |
| 26  | 6  | Silvia Mittermueller | Tyskland                          | 1,00  | DNS   | 1,00  |